# Aanslag bij herdenkingsplechtigheid in Iran

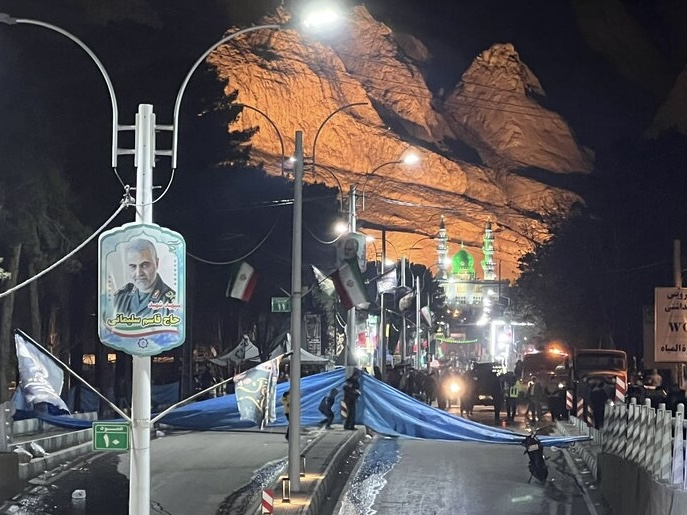
Herdenkingsplechtigheid in 2024

Op 3 januari 2024 werd een aanslag gepleegd in Iran bij een herdenkingsplechtigheid voor generaal Qassem Soleimani waarbij tientallen doden en honderden gewonden vielen. De aanslag werd opgeëist door Islamitische Staat.

## Achtergrond

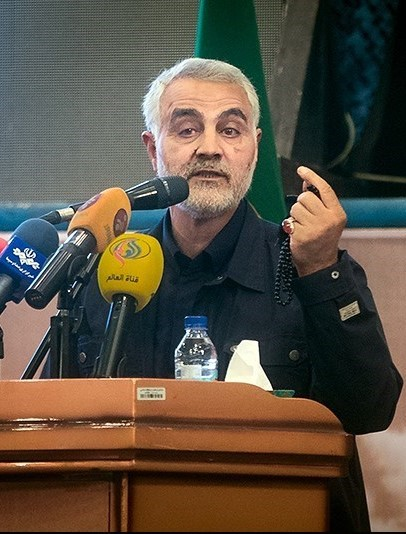
Generaal Qassem Soleimani in 2017

De Iraanse invloedrijke generaal Qassem Soleimani werd op 3 januari 2020 gedood bij een Amerikaanse luchtaanval op de Internationale Luchthaven Baghdad. Sindsdien wordt elk jaar een herdenkingsplechtigheid gehouden op de dag van zijn dood aan zijn graf in zijn geboorteplaats Kerman.

## Aanslag
Op 3 januari 2024 werd in de Iraanse stad Kerman een aanslag gepleegd tijdens de herdenkingsceremonie  voor generaal Soleimani, waarbij honderden mensen aanwezig waren. Een tweede explosie volgde een kwartier na de eerste en trof toegesnelde hulpdiensten. Er vielen ten minste 95 doden en meer dan tweehonderd gewonden bij de explosies. Drie medische hulpverleners kwamen hierbij om.
De Iraanse media spraken aanvankelijk van ontplofte gasflessen die langs de weg stonden. Latere berichtgeving sprak over mogelijk zelfmoordterroristen met bomgordels of verstopte bommen die op afstand tot ontploffing gebracht waren.
De Iraanse media en overheid wezen snel naar de Israëlische geheime dienst Mossad en de Verenigde Staten als de daders, maar daags na de aanslag eiste Islamitische Staat (IS) die op.  De Afghaanse tak van IS, ISIS-K, zou volgens de Verenigde Staten de aanslag uitgevoerd hebben.